# Korgoth of Barbaria
Korgoth of Barbaria je ameriška animirana televizijska serija, ki jo je ustvaril Aaron Springer, pisec scenarija za SpongeBob SquarePants. Pilotska epizoda je bila prvič predvajana v Združenih državah Amerike, 3. junija 2006 ob 12:30 AM (EST) na Adult Swim-u. 18. junija je Adult Swim splovil reklamni balon, ki je naznanil da je bil Korgoth uradno izbran kot nova serija. Od takrat ni bilo nobenih nadaljnjih informacij o tem, kdaj se bo serija pričela.
Serija govori o glavnem junaku Korgothu (glas mu posoja Diedrich Bader) in je hkrati parodija na znano serijo zgodb, stripov, risank in filmov Konan Barbar. Dogajanje je postavljeno v postapokaliptični svet, kjer obstajata čarovništvo in znanost, podobno kot v Thundarr the Barbarian. Scenarij za pilot epizodo je napisal Aaron Springer, medtem ko je vlogo vodje animacije prevzel Genndy Tartakovsky. Heavy metal/thrash metal začetno pesem je ustvaril Lee Holdridge.

## Povzetek
S spletne strani Adult Swim-a:
V temni prihodnosti so na ledini zrasla in spet propadla velika mesta, prvinske zveri so spet zavzele divjino, redka zapuščena mesta pa so polna tatovov in divjakov. Z ledenega severa se prikaže bojevnik z imenom Korgoth; njegova neusmiljena brutalnost je morda edini ključ do preživetja. Korgoth Barbar je animirana pustolovska fantazija in akcijska komedija izpod rok Aarona Springerja. Polurna pilotna epizoda je na sporedu 25. septembra ob enajstih.
Springer je bil tudi scenarist za Dexter's Laboratory, The Grim Adventures Of Billy And Mandy in SpongeBob Squarepants.
Serija je tudi parodija na Konan Barbar, podobno kot so The Venture Brothers parodija na Johnny Quest.

## Glavni junaki
- Korgoth - glas: Diedrich Bader
- Narrator - glas: Corey Burton
- Specules - glas: Corey Burton
- Gog-Ma-Gogg - glas: Craig Raisner
- Stink/Scrotus/ostali - glas: John DiMaggio
- Hargon/ostali - glas: Tom Kenny
- Orala - glas: Susan Spano

## Epizode in kratek opis

### Sezona 1 (2006)
Pilot - Korgoth je okužen z nevarnim parazitom, ki mu ga je podtaknil Gog-Ma-Gogg. Ta mu je pripravljen dati zdravilo le v primeru, če mu Korgoth prinese »Zlati Goblin Četrte Dobe«, ki je v lasti Specules-a, močnega čarovnika. Korgoth odpotuje s skupino Gog-Ma-Gogg-ovih privržencev proti Specules-ovem gradu. Na poti se jim pripeti veliko naključnih bojev in v enem izmed teh Korgoth tudi reši mlado dekle, ki je priklenjena na ubijalskem drevesu. Dekle postane njegova in nadaljujejo pot. Skupina doseže grad, vendar z manjšim številom posadke kot na začetku. Čarovnika ni v gradu in skupina sklepa da je umrl. Korgothovi spremljevalci začnejo ropati grad, medtem pa sam najde iskani goblin. Pri vsem tem, se čarovnik vrne in razloži, da je bil le na počitnicah. Specules ubije nakaj članov skupine, nekaj pa jih samo onesposobi. Ko najde še Korgotha, ustvari pošast iz žvečilnega gumija. Korgoth z nekaj težavami uspe premagati pošast. Specules je prisiljen uporabiti vso svojo moč proti Korgothu, pri čemer po nesreči ubije Korgothovo dekle. Korgoth vzame svečnik in ga zabije čarovniku v oči. Kljub temu čarovnik preživi in v mrtvem dekletovem telesu odleti stran. Korgoth se vrne h Gog-Ma-Gogg-u z Zlatim Goblinom in ta mu res da zdravilo za parazit, a tega je zelo veliko, saj bo moral Korgoth za popolno ozdravitev jemati neokusno zdravilo še kar nekaj časa.